# 亞當·雷納
亞當·雷納（Adam Rayner，1977年8月28日—）是英國的一位演員。他出演過包括護士長的故事等電視劇。他的母親是美國人，父親是英國人，他本人則擁有英國和美國的雙重國籍。

## 外部連結
- 亞當·雷納在互联网电影资料库（IMDb）上的資料（英文）
- Adam Rayner （页面存档备份，存于） at The Saint Club's official website